# 班瓦德
班瓦德（Bhanvad），是印度古吉拉特邦Jamnagar县的一个城镇。总人口19709（2001年）。

## 人口
该地2001年总人口19709人，其中男性10112人，女性9597人；0—6岁人口2425人，其中男1266人，女1159人；识字率67.97%，其中男性为75.73%，女性为59.80%。